# Desolation Angels (Band)
Desolation Angels sind eine englische New-Wave-of-British-Heavy-Metal-Band aus London, die 1981 gegründet wurde, sich 1994 auflöste und seit 2008 wieder aktiv ist.

## Geschichte
Die Band wurde Anfang 1981 gegründet, ihren Namen bezog sie vom gleichnamigen Bad-Company-Album. Die Besetzung bestand anfangs aus den Gitarristen Keith Sharp und Robin Brancher, die sich bereits seit der Kindheit kannten, deren Schulfreund Joe Larner am Bass, dem Schlagzeuger John Graham, den sie bereits aus ihrer vorherigen Band kannten, und dem Sänger Dave Wall. Der Posten des Schlagzeugers unterlag allerdings einem häufigen Wechsel. Im selben Jahr nahm die Band ein paar Demos auf, jedoch lag ihr Hauptfokus auf dem Spielen von Konzerten. 1982 kam Brett Robertson als Schlagzeuger zur Besetzung, der der Band etwas länger erhalten blieb. Es folgten die ersten lokalen Auftritte, wobei innerhalb kurzer Zeit bereits Auftritte mit Chariot, Elixir, Driveshaft und Carrera abgehalten wurden. Im Jahr 1983 erschien ein offizielles Live-Demo, worauf unter anderem die Lieder Hounds of Hell, Doomsday, Satan's Child und No Mercy enthalten sind. Gegen Ende des Jahres erschien in Eigenveröffentlichung die Single Valhalla mit dem Lied Boadicea als B-Seite. Die Aufnahmen hatten in Cheltenham mit dem Produzenten Mike Fisher stattgefunden. Durch gute Verkaufszahlen konnte die Gruppe ihre Bekanntheit weiter steigern und die Produktion eines Promotion-Videos begann. Zudem wurden Fanzines auf die Gruppe aufmerksam, die über die Konzerte berichteten. Daraufhin konnte die Band Auftritte mit namhaften Gruppen wie Mama’s Boys, Samson, Diamond Head und Tredegar abhalten. Gegen Ende des Jahres 1984 wurde Bullet Records, welches sich zum damaligen Zeitpunkt Bulleon Records nannte, auf die Gruppe aufmerksam und nahm sie unter Vertrag. Nach Auftritten in Belgien folgten die Aufnahmen des Debütalbums in den Thameside Studios in Rotherhithe. Während der Aufnahmen verließ Brett Robertson die Band und wurde nach mehreren Wechseln (unter anderem wurde der Posten mit Dave Maille besetzt) durch Adam Palfrey ersetzt. Kurze Zeit später verließ auch der Bassist Larner die Band und wurde durch Dave Scutt ersetzt. Die Veröffentlichung war für Anfang 1985 geplant war. Da das Label jedoch zum geplanten Veröffentlichungszeitpunkt geschlossen wurde, fand diese Veröffentlichung nicht statt, sodass das selbstbetitelte Album erst Anfang 1986 bei Thameside Records erschien. Auf dem Cover wurde kein Schlagzeuger angegeben. Nach einem Demo namens Fury im März 1987, das in den Impulse Studios in Worcester aufgenommen worden war, folgten Auftritte in England, Schottland und Wales. Etwa ein Jahr später unterzeichnete die Band einen neuen Management-Vertrag. Sie verlegte daraufhin ihren Sitz nach Los Angeles, um an neuem Material zu arbeiten. Ihren letzten Auftritt in England hatte die Band zuvor im Oktober 1987 im Londoner Marquee Club abgehalten. Für November war eine US-Tournee geplant, die jedoch nicht stattfand. In den USA spielte die Gruppe unter anderem in Hollywood sowie ein paar Nachbarstaaten, während sie in verschiedenen Studios Lieder aufnahmen. In den Silvercloud Studios in Burbank, Kalifornien, wurde das selbstfinanzierte Album While the Flame Still Burns aufgenommen. Es war geplant dies per Mailorder an Fans zu verkaufen. Während dieser Zeit verließ Adam Palfrey die Band und wurde durch den US-Amerikaner Sam Wilmore ersetzt. Das Album wurde fertiggestellt und es folgten weitere Auftritte. 1991 spielte die Band in Flugstützpunkten der Soldaten, die dort für den Zweiten Golfkrieg stationiert waren. Danach ging es auf US-Tournee durch die Südstaaten, die bis zur Ostküste Floridas reichte. Frustriert durch interne Spannungen und das Ausbleiben eines Plattenvertrags kehrte die Hälfte der Band im Winter 1991/92 nach England zurück. während Dave Scutt die Band verließ. Währenddessen kam Lee Addison als neuer Sänger hinzu. Man entschied sich, das vorher aufgenommene Album neu einzuspielen, sich vom Manager John Feely zu trennen und den Sitz komplett nach England zurück zu verlegen. Trotz der Rückkehr von Dave Scutt kam es im Mai 1994 zur Auflösung. While the Flame Still Burns blieb daraufhin unveröffentlicht.
Durch die Veröffentlichung des Box-Sets Feels Like Thunder im Jahr 2008 wurden Robin Brancher und Keith Sharp dazu bewogen, die Band wiederzubeleben. Es folgten die ersten Auftritte, um das Box-Set zu bewerben. Die Besetzung wurde durch den Sänger Ian „Curly“ Davies, den Bassisten Clive Pearson und den Schlagzeuger Chris Takka vervollständigt. In der Folgezeit hielt die Band weitere Auftritte ab und war 2012 unter anderem in Würzburg auf dem achten Hammer of Doom zu sehen. 2014 erschien die EP The Sweeter the Meat. Seit der Veröffentlichung der EP hielt die Band Konzerte und Festivalauftritte in ganz Europa ab. 2015 trennte sich die Gruppe vom Sänger Davies, der durch Paul Taylor von Elixir ersetzt wurde. Der erste Auftritt mit neuem Sänger fand im Oktober 2015 auf dem italienischen Festival Play It Loud statt. Anfang Januar 2016 begann die Band mit dem Produzenten Chris Tsangardis mit den Arbeiten zum neuen Album namens Doomsday, dessen Veröffentlichung für Ende 2016/Anfang 2017 geplant ist. 2016 feierte die Gruppe ihr dreißigjähriges Bestehen durch die Wiederveröffentlichung ihres Debütalbums.

## Stil
Malc Macmillan schrieb in The N.W.O.B.H.M. Encyclopedia, dass Gemeinsamkeiten zum Doom Metal hören sind. Die Musik sei melodisch und leicht zugänglich. Macmillan zog Vergleiche zu Pagan Altar, Demon und Phoenix Rising. Valhalla hebe sich vor allem durch die Länge der Lieder (meist um die Sechs-Minuten-Marke) hervor. Die Musik des Debütalbums sei relativ hart, wobei die Lieder auch hier recht lang ausgefallen seien. Fury biete auch melodischen „Semi-Doom-Metal“, wobei die Songs nun kürzer und schlagkräftiger seien. Auch Otger Jeske merkte in NWoBHM New Wave of British Heavy Metal The glory Days an, dass die Lieder des Demos kürzer ausfallen, eingängiger und kräftiger seien. Das Demo sei oft mit der Musik von Iron Maiden verglichen worden. The International Encyclopedia of Hard Rock and Heavy Metal beschrieb die Musik der Band als stilvollen Heavy Metal. Martin Popoff schrieb in seinem Buch The Collector’s Guide of Heavy Metal Volume 2: The Eighties über das selbstbetitelte Album, dass hierauf authentischer Underground-NWoBHM zu hören ist, der jedoch vier Jahre zu spät erschienen sei. Der Gesang klinge „blökend“ und verwässert, während es Drum-Fills gebe, die deplatziert klingen würden. Laut Oliver Klemm vom Metal Hammer spielt die Band auf der Single Valhalla soliden Heavy Metal im Stil von Dio und Mercyful Fate.

## Diskografie
- 1981: Demo 1 (Demo, Eigenveröffentlichung)
- 1983: Live-Demo (Demo, Eigenveröffentlichung)
- 1984: Valhalla (Single, Eigenveröffentlichung)
- 1986: Desolation Angels (Album, Thameside Records)
- 1987: Fury (Demo, Eigenveröffentlichung)
- 1989: Demo 1989 (Demo, Eigenveröffentlichung)
- 1991: English Bastards (EP, Feel Metal Records)
- 2008: Feels Like Thunder (Kompilation, Cyclone Empire)
- 2014: Sweeter the Meat (EP, Reaper Records)